# Maxim Focșa
Maxim Focșa (wym. /maksim fokʃa/, ur. 21 kwietnia 1992 w Kiszyniowie) – mołdawski piłkarz występujący na pozycji obrońcy w klubie Dacia Buiucani, reprezentant Mołdawii.